# فيونا فولر
فيونا فولر (بالإنجليزية: Fiona Themann)‏ هي لاعبة كرة الشبكة بريطانية، ولدت في 18 أبريل 1990.